# 大禄
大禄（?—?），是乌孙的宰相的称呼，“大禄”是“相”的乌孙语音，并称“相大禄”。相大禄位高权重，掌管行政，而且有兵权。
乌孙昆莫猎骄靡长子为太子，次子为大禄。太子早逝，猎骄靡以太子的儿子岑陬军须靡为继承人，太子弟弟大禄不满。大禄有兵权，计划起兵杀害军须靡。猎骄靡给军须靡一万余骑兵到别处自立，自己另掌万余骑兵自保，一国三分。岑陬军须靡死后，把王位又传给了大禄的儿子翁归靡。
西突厥中的咄陸部就出自他。